# スズキ・SV
SV（エスブイ）とは、スズキが製造販売しているスポーツタイプのオートバイであり、シリーズ車種として数車種が生産されている。

## モデル一覧

### SV400 / S

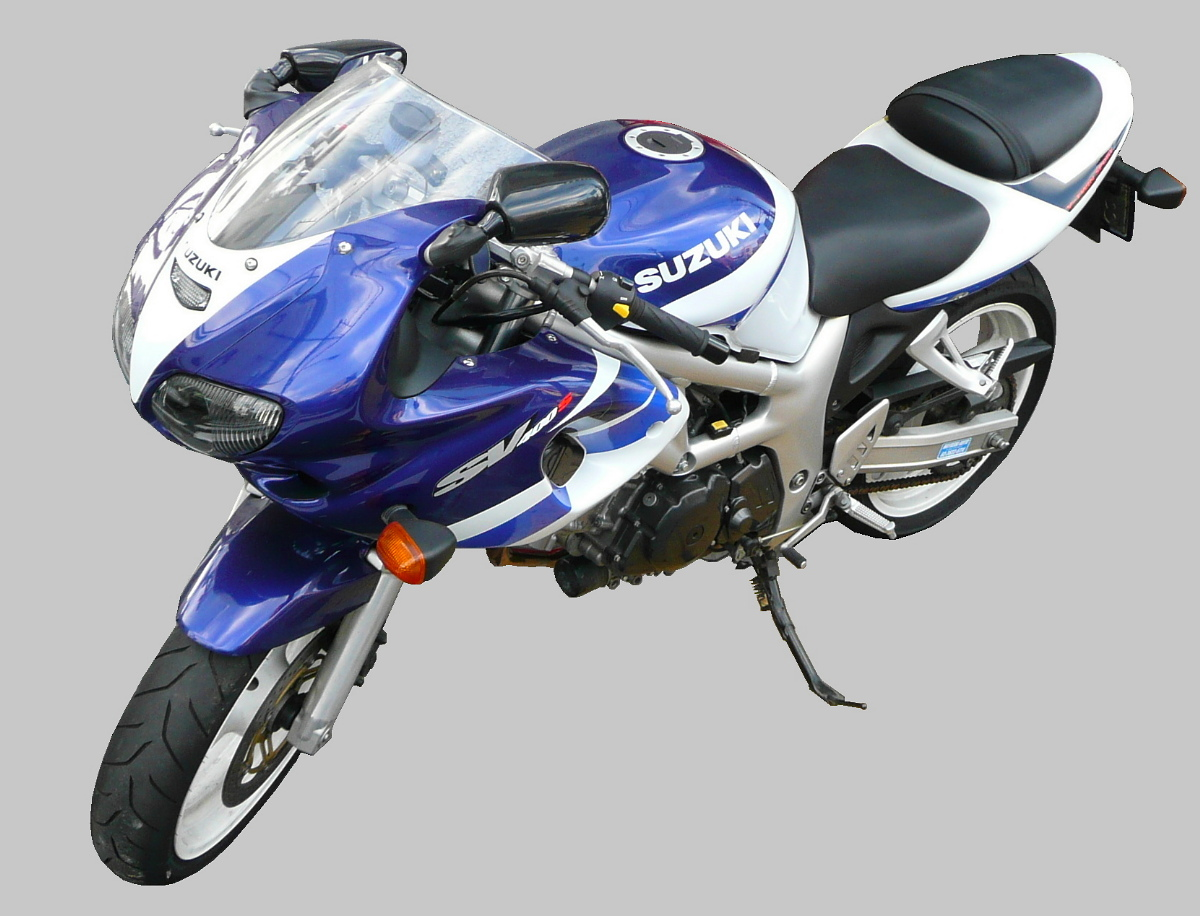
SV400S（ハーフカウルモデル）

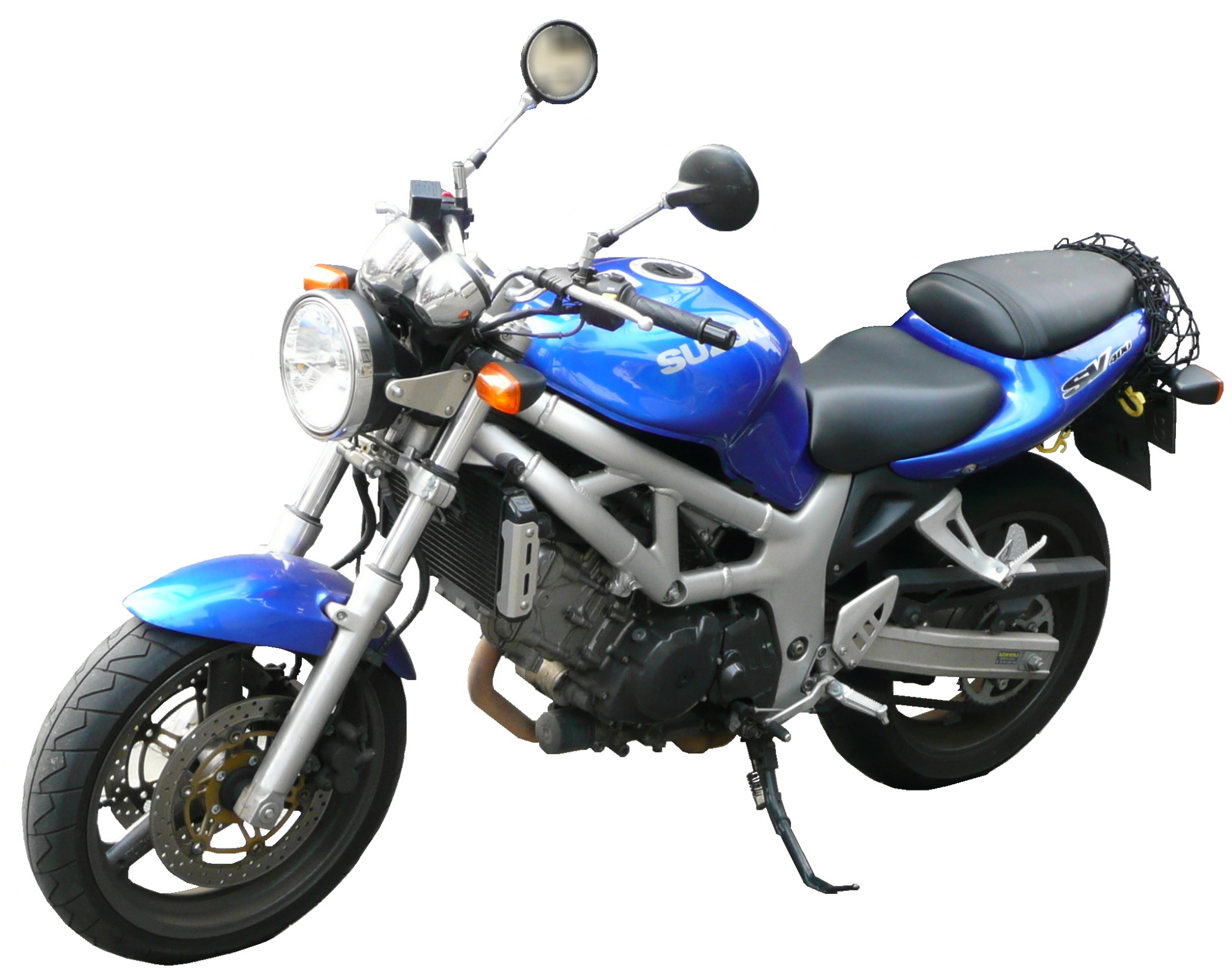
SV400（ネイキッドモデル）

SV400は1998年に発売された。4ストローク水冷90度V型2気筒エンジンを搭載しており、スポーツ性を強調したハーフカウルモデルであるSV400Sと、タウンユースを優先したネイキッドモデルのSV400の2種類がある。
当初は前輪ブレーキがシングルディスクであったが、SV400Sは2000年、SV400は2002年にダブルディスクに変更された。定価はSのほうが9万円以上高かった。共に2006年12月をもって生産終了となる。
なお2009年に発売されたグラディウスが後継車種にあたる。

### SV1000 / S

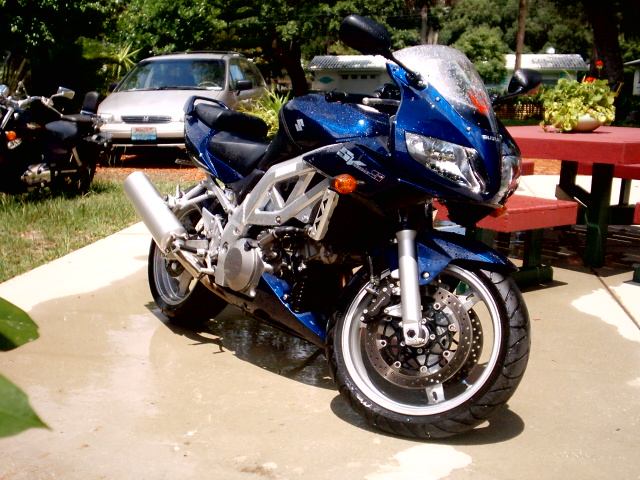
2004 SV1000S

SV1000Sは2003年に発売された。以前発売されていたフューエルインジェクション (FI) 採用の同型エンジン搭載車であるTL1000S/Rの評価が良くなかったことから、イメージを一新させるため角調の斬新な車体デザインとなっている。後に下位車種と同じようにネイキッドモデルのSV1000も発売されたが、先に生産が終了されSV1000Sのみに一本化された。
また、400や650と異なり、エンジンにはセミカムギアトレーンを採用している。
なお当時の馬力規制により日本仕様は94psとなっていたが、欧州仕様では120psまで発生させていた。
400と同じく日本仕様は2006年12月に生産終了となった。輸出仕様も2008年に姿を消している。

### SV650  / S
SV650は1999年に発売された。当初は400の排気量上位版として、400同様にSV650SとSV650の2車種を発売したが、人気が芳しくなく国内ではそのまま販売終了となった。
しかし輸出先での欧州では人気が高かったことから、後にモデルチェンジを受け1000の排気量下位版として車体構成やエンジンが一新され、K7型からはABS仕様も追加された。また、SV650系エンジンはイタリア・カジバのRAPTOR650にも搭載されている。
2008年9月30日にSV650系エンジンを使用するネイキッドモデルの新型車となるグラディウス（英:Gladius, SFV650）が発表されたが、SV650Sは2011年以降も併売された。

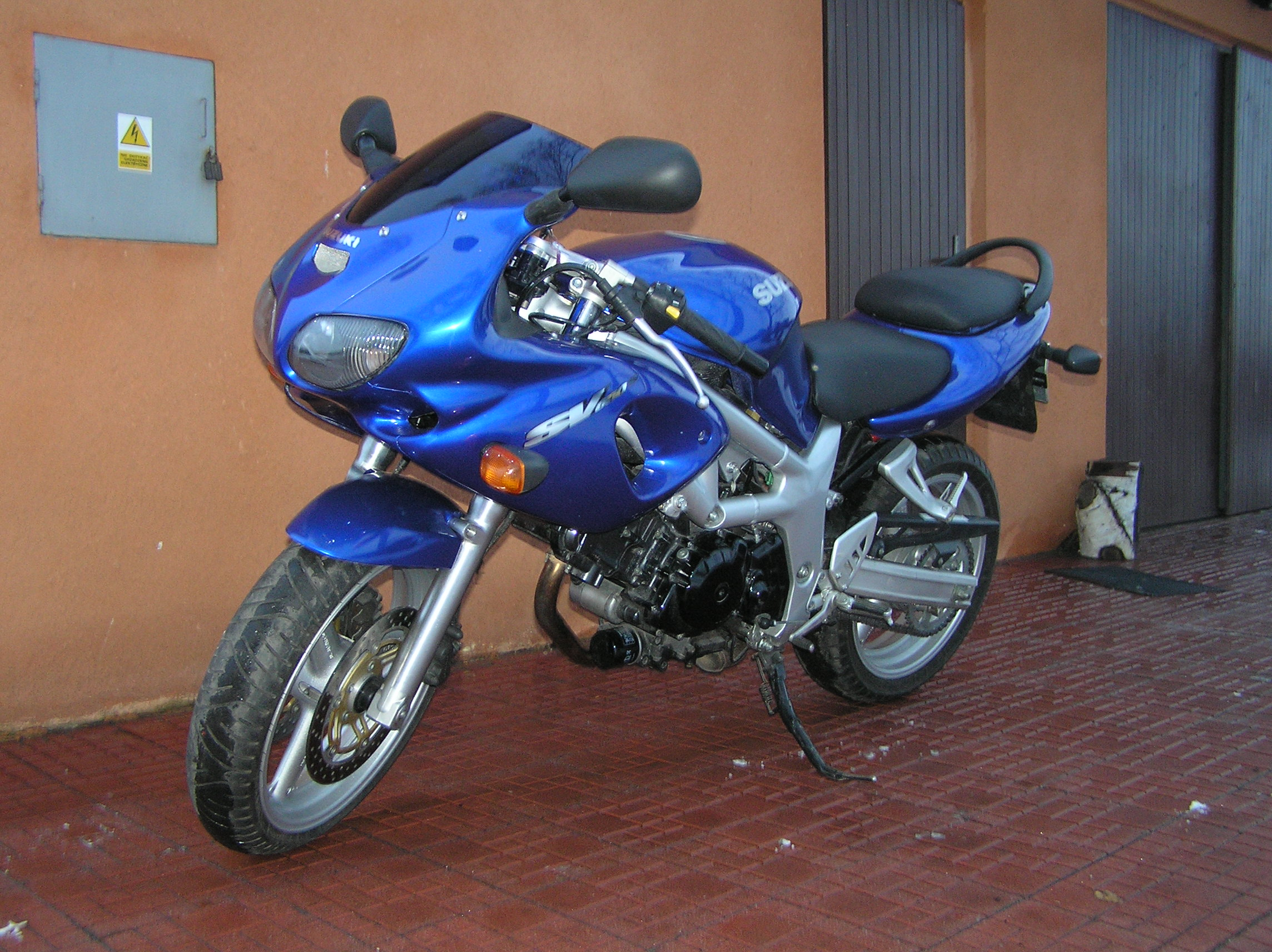
Suzuki SV650S（旧デザイン）
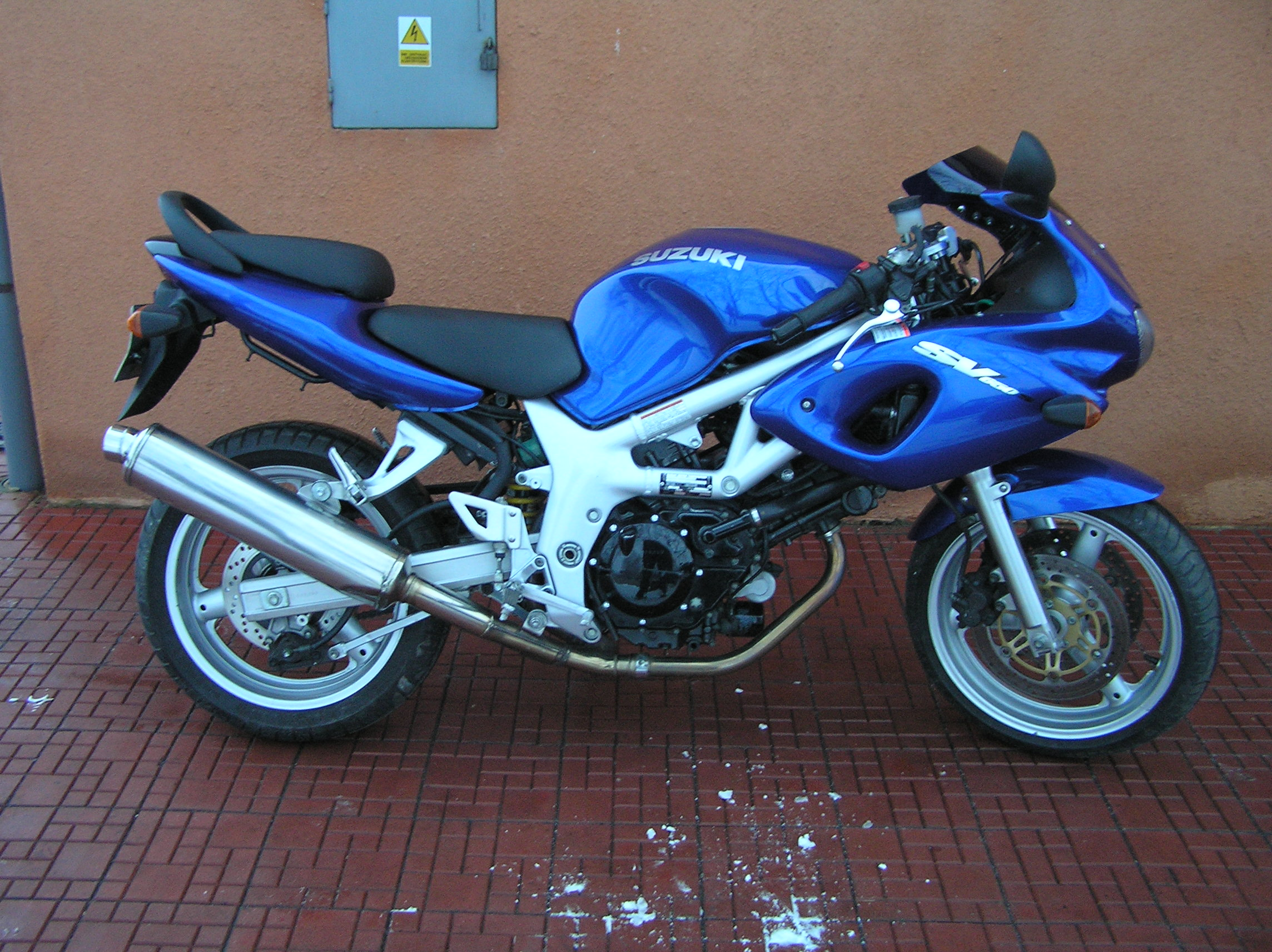
Suzuki SV650S（側面）
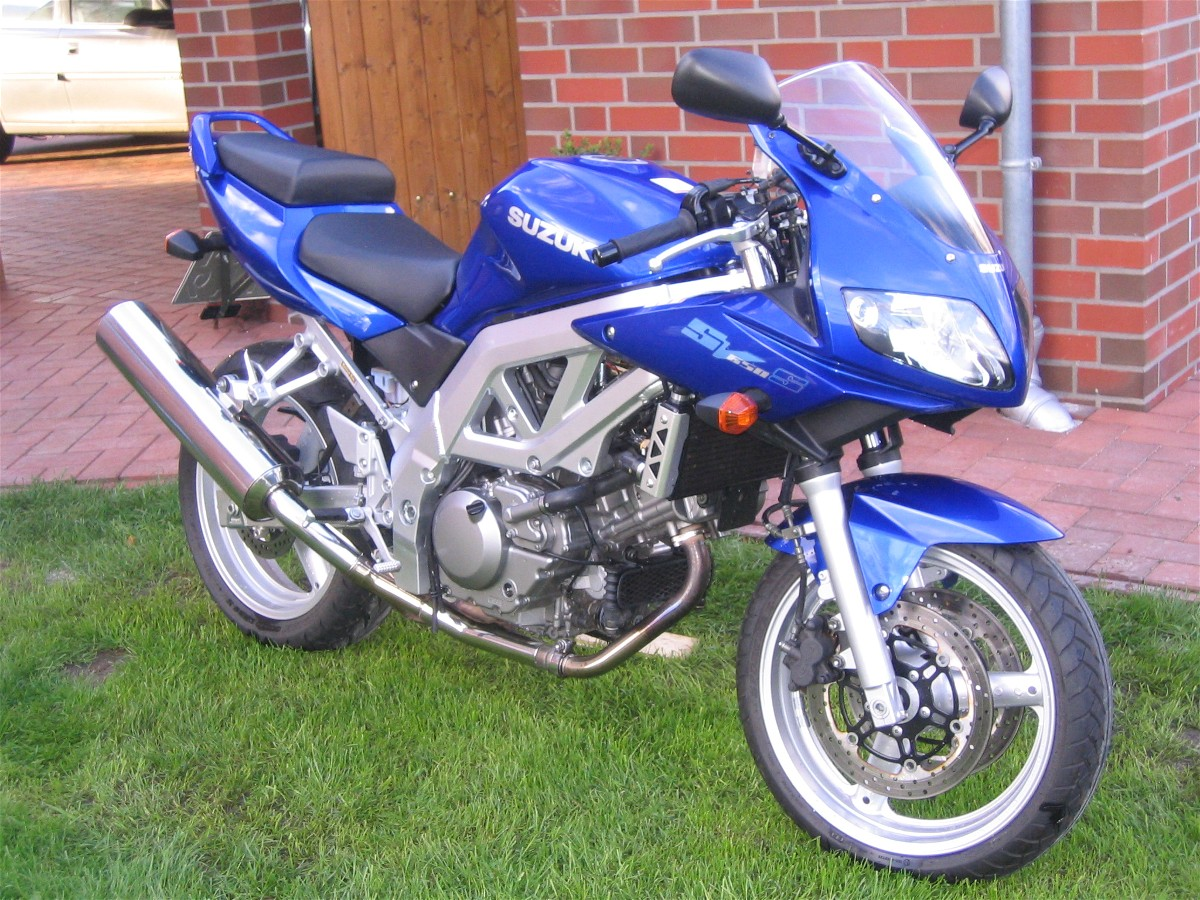
Suzuki SV650S

### 2016年モデル
2015年にはネイキッドスタイルでABS仕様も加えた SV650/A としてフルモデルチェンジされ、日本仕様は2016年8月11日より SV650 ABS として発売された。
エンジンはグラディウス650に搭載していたものを欧州EURO4排出ガス規制（日本の平成28年規制と同等）対応のため改良し、また極低回転域での補助を行う「ローRPMアシスト」を搭載した。車体もグラディウスからの改良で大幅に軽量化されている。

### SV650X
2017年の東京モーターショーにおいて世界初出展の参考出品車でカフェレーサースタイルのメーカーカスタマイズモデルである。同年、ミラノで開催されているEICMAにおいて2018年初頭にヨーロッパなどでの販売を予定していることが発表された。

### SV650X ABS
SV650のバリエーションモデルとして2018年に登場した、SV650Xの2023年モデル。前年モデルから仕様変更はなく、カラーバリエーション変更のみ。2019年以来のシルバーを採用した。ABS標準装備。発進時にエンジン回転数をわずかに上げる「ローRPMアシスト」も搭載。

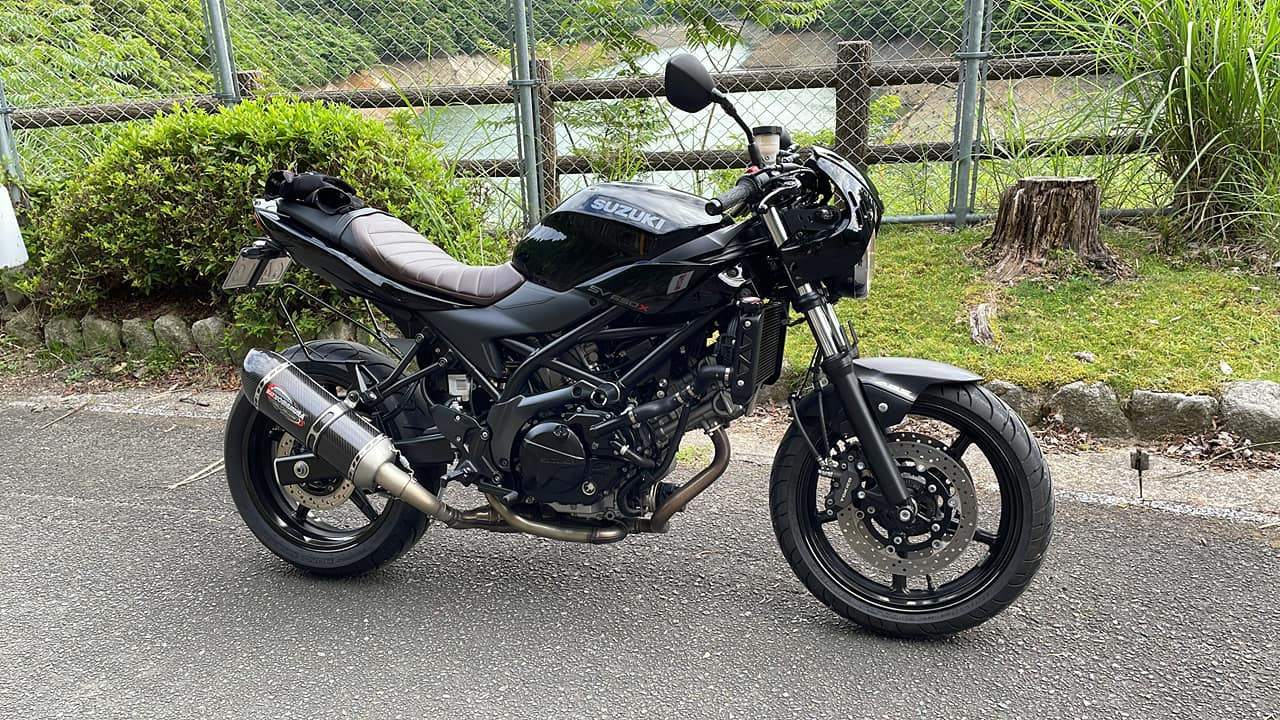

写真は2021年モデル。マフラーをヨシムラ・サイクロンへ変更後。